# Kan'ami Kiyotsugu
Kan'ami Kiyotsugu est un nom japonais traditionnel ; le nom de famille (ou le nom d'école), Kan'ami, précède donc le prénom (ou le nom d'artiste).
Kan'ami Kiyotsugu (観阿弥 清次), 1333-1384, de son vrai nom Kanze Kiyotsugu (観世 清次), est un acteur de théâtre japonais, qui jeta les bases du théâtre nō. Il est le fondateur de la compagnie Kanze (観世座, Kanze-za), compagnie de théâtre de Sarugaku. Le nom Kan'ami est l'abrégé de Kan'amidabutsu (観阿弥陀仏), nom bouddhiste indiquant un lien avec le bouddha Amida, figure centrale des écoles de la Terre Pure. 
C'est en 1375, après une représentation de la troupe devant lui, que le shogun Ashikaga Yoshimitsu décida de patronner Kan'ami et son fils Zeami Motokiyo (1363-1443) assurant la prospérité de ce nouveau genre théâtral qu'était le nō.    
Kan'ami fut avant tout un acteur alors que son fils Zeami Motokiyo qui lui succéda, écrivit près de deux cents pièces (il nous en reste une centaine), qui composent à elles seules environ la moitié de tout le répertoire du théâtre nō.

## Source de la traduction
- (en) Cet article est partiellement ou en totalité issu de l’article de Wikipédia en anglais intitulé « Kan'ami » (voir la liste des auteurs).